# シンメイワ・ロードレーサー
シンメイワ・ロードレーサーでは、新明和工業製ロードレーサーについて説明する。ロードレーサーとは、ロードレースに使用する競技用バイクのことである。

## 新明和工業(株) バイク事業参入と撤退

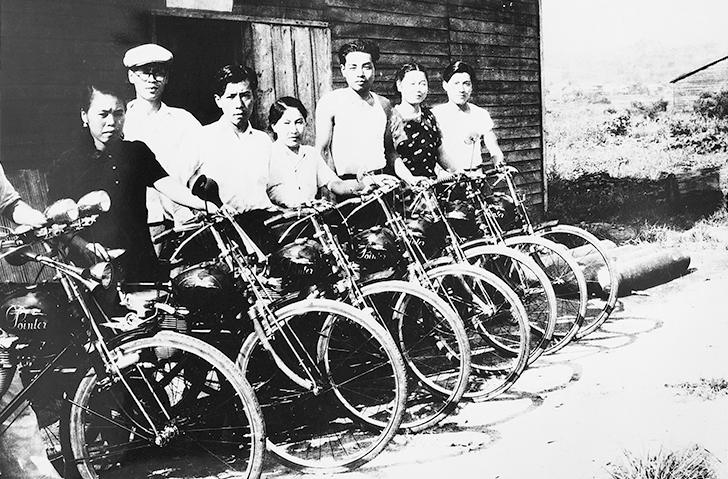
新明和工業 ポインター・エンジン

新明和工業の前身は川西航空機で、太平洋戦争後はGHQにより日本での航空機製造が禁止されたため、他の事業に参入せざるを得ず、そのなかにバイクとオート三輪の生産事業があった。本企業のバイクの商品名「ポインター」は、阪神地域ではバイクの代名詞となるほど有名であった。
大正時代、日本には企業としての航空機メーカーがまだ存在しなかった頃に、海軍機関大尉 中島知久平（後の中島飛行機社長）が航空機製造会社を設立するために1918年に海軍を辞職する。そして会社設立資金の出資を日本毛織社長川西清兵衛に依頼し、日本初の航空機製造会社 日本飛行機製作所を設立する。翌1919年、陸軍への航空機の納入が決まり経営が軌道の乗りかけてきたところで中島と川西は仲違いし、1920年に川西は独自に川西機械製作所で航空機製造を開始する。そして、1928年に社名を川西航空機に変更する。
太平洋戦争後は、1946年2月にバイク用エンジンの製造を始め、同年4月には宝塚発動機製作所を設立する。そして1947年7月にクラッチ付エンジンを発売する。1948年には4ストロークサイドバルブエンジン、1951年には4ストロークOHVエンジンの試作に成功。1952年にはついにポインター・エースとポインター・コメットを発売する。1956年には2ストロークエンジン搭載のポインター・エースVIを発売し、4ストロークエンジンをやめて2ストロークエンジンを採用するようになる。しかしポインター・エースIVは後発のヤマハと比べて軽快感がなく鈍重であった。会社経営陣も改善策を思案したが、経営陣には思い切った決断をできる人物がおらず、1962年2月には日立製作所の伊藤敏雄を社長として招いて日立の支援を得るが、日立の意向により伊藤がバイク事業からの撤退を決断し、バイクメーカーとしての幕を閉じる。

## ロードレーサー

### RJ1
RJ1は、クラブマンレース用に開発された1962年型125ccロードレーサーである。片山義美がクラブマンレースなどで走らせ、試作車が東京モーターショーに出品され注目を浴びたが、市販には至らなかった。